# Paul Contant
Paul Contant est un apothicaire, botaniste et poète français, né en 1562 et décédé en 1629, actif à Poitiers. Il possédait un cabinet de curiosités.

## Biographie
Fils de l'apothicaire Jacques Contant, il a passé la plus grande partie de sa vie à Poitiers ; sa pharmacie était installée à l'angle des rues Saint-Paul et de la Juiverie. Il épouse en premières noces Marie Pelletier et en secondes noces Marie Gallet ; une de ses filles, Marie, épouse un docteur en médecine, Jean de Raffou. Dans son jardin privé, il cultivait des plantes pour les utiliser entre autres choses pour les médicaments qu'il vendait dans sa pharmacie.
Il a célébré son jardin dans plusieurs poèmes qu'il publie en 1609 et en 1628.

## Œuvres
En 1609, Contant publie à Poitiers Le Jardin, et Cabinet poétique ; dans ce poème, il évoque de nombreuses plantes et chante leurs avantages, ainsi que les animaux qu'il collectionne dans son cabinet de curiosités, et qui sont représentés en gravure sur bois. Le livre est dédié à Sully.
En 1628, dans Les Œuvres, dédié à Henri de Bourbon, prince de Condé, Contant publie le poème Le Second Eden dans lequel il s'agit du paradis terrestre refait. Une fois de plus, la poésie encyclopédique des plantes sert à montrer les beautés de la nature. Comme le montre déjà le titre du poème, il s'agit de créer un nouveau paradis terrestre après la chute d'Adam et Eve du jardin d'Eden. Adam et Eve veulent se racheter du péché originel en cultivant des plantes dans un jardin. Tel est aussi le but du poète, car Contant se voit comme descendant direct d'Adam. Le poète veut donc obtenir le salut en cultivant et en chantant les plantes.
- Le Jardin, et Cabinet poétique, Poitiers, Antoine Mesnier, 1609 Lire en ligne.
- Les oeuvres de Jacques et Paul Contant pere et fils maistres apoticaires de la ville de Poictiers. Divisées en cinq traictez. 1. Les Commentaires sur Dioscoride. 2. Le Second Eden. 3. Exagoge mirabilium naturæ è Gazophylacio. 4. Synopsis plantarum cum ethymologiis. 5. Le Jardin & cabinet poë̈tique. Avec les figures des plantes en taille douce, Poitiers, Julian Thoreau et la veuve d'Antoine Mesnier, 1628, in-folio Lire en ligne ; réédition en 1644 et 1678.